# Troglodyte coraya
Pheugopedius coraya
Espèce
Statut de conservation UICN

 LC  : Préoccupation mineure
Le Troglodyte coraya (Pheugopedius coraya) est une espèce d'oiseaux de la famille des Troglodytidae.
Son aire s'étend principalement à travers le nord de l'Amazonie et le plateau des Guyanes.